# John Robison
Pour les articles homonymes, voir Robison.
John Robison (4 février 1739 - 30 janvier 1805) est un physicien, inventeur et auteur conspirationniste écossais.

## Biographie
Fils de John Robison, un marchand de Glasgow, il est né à Boghall, Baldernock (en), Stirlingshire (aujourd'hui East Dunbartonshire) et a fréquenté la Glasgow Grammar School (en) et l'Université de Glasgow (MA 1756). Après un bref séjour à Londres en 1758, Robison devient le tuteur du fils midshipman de l'Admiral Knowles, naviguant avec la Royal Navy sur l'expédition du Général Wolfe au Québec et au Portugal (1756-1762). Ses compétences en mathématiques ont été utilisées dans la navigation et l'arpentage. De retour en Grande-Bretagne en 1762, il rejoint le Board of Longitude - une équipe de scientifiques qui a testé le chronomètre de marine de John Harrison lors d'un voyage en Jamaïque.
Par la suite, il s'est installé à Glasgow, s'engageant dans la science appliquée de James Watt et Joseph Black, en opposition à la chimie systématique d'Europe continentale d'Antoine Lavoisier et de ses adeptes, tels que Joseph Priestley. En 1766, il succède à Black en tant que professeur de chimie à l'université de Glasgow. Il est à son tour remplacé en 1770  par l'assistant de Black, William Irvine (en).
En 1769, il a annoncé que les boules de même charge électrique se repoussent avec une force qui varie comme l'inverse du carré de la distance qui les sépare, anticipant ainsi la loi de Coulomb de 1785.
En 1770, il se rendit à Saint-Pétersbourg en tant que secrétaire de l'amiral Sir Charles Knowles, 1er baronnet, où il enseigna les mathématiques aux cadets de l'Académie navale russe de Cronstadt, obtenant un double salaire et le grade de lieutenant-colonel. Robison s'installe en Écosse en 1773 et occupe le poste de professeur de philosophie naturelle à l'université d'Édimbourg. Il donne des cours sur la mécanique, l'hydrostatique, l'astronomie, l'optique, l'électricité et le magnétisme. Sa conception de la philosophie mécanique (en) a exercé une influence sur la physique britannique du XIXe siècle. Son nom apparaît dans le "Minute Book of The Poker Club (en)" de 1776, un creuset des Lumières écossaises. En 1783, il devient secrétaire général de la Royal Society of Edinburgh et, en 1797, ses articles pour l'Encyclopædia Britannica Troisième édition (en) donnent un bon aperçu des connaissances scientifiques, mathématiques et technologiques de l'époque. Il a également préparé pour publication, en 1799, les cours de chimie de son ami et mentor, Joseph Black.
Robison a travaillé avec James Watt sur une première voiture à vapeur. Ce projet n'aboutit pas et n'a pas de lien direct avec l'amélioration ultérieure par Watt de la pompe à feu de Newcomen. Avec Joseph Black et d'autres, il a témoigné de l'originalité de Watt et de leur propre absence de lien avec son idée clé du condensateur séparé.
Robison a également inventé une version sommaire d'une sirène acoustique, bien que ce soit Charles Cagniard de Latour qui l'ait nommée après avoir produit un modèle amélioré en 1819 (voir sirène de Cagniard-Latour).
Son ouvrage le plus célèbre s'intitule Proofs of a Conspiracy against all the Religions and Governments of Europe, carried on in the Secret Meetings of Free-Masons, Illuminati and Reading Societies, etc., collected from good authorities (1797). Robison y développe la thèse d'un complot maçonnique dans la révolution française en parallèle à l'action des Illuminés de Bavière. Il se basa sur des renseignements fournis par l'agent secret Alexander Horn (en) pour son livre. Cette thèse recoupe celle du jésuite français Augustin Barruel.

## Théories
Robison accuse les francs-maçons, avant tout du rite français, de complot révolutionnaire. Tout comme Barruel, il indique que les Illuminés de Bavière ont influencé les loges françaises, les incitant à comploter contre l'État et leur soufflant l'idée de la Révolution française.
Pour Frédéric Charpier, en parallèle aux Mémoires pour servir à l'histoire du Jacobinisme, écrites en 1798 par l'abbé Augustin Barruel, Robison publie de manière indépendante, Les preuves d’une conspiration contre l’ensemble des religions et du peuple mené de toute main par l’ensemble des gouvernements du monde, où il prétend montrer l'existence d’une conspiration des Lumières œuvrant au remplacement de toutes les religions par l’humanisme et de toutes les nations par un gouvernement mondial unique.

## Publications
- Outlines of mechanical philosophy : containing the heads of a course of lectures, Edinburgh, William Creech, 1781.
- Outlines of a course of experimental philosophy, Edinburgh, William Creech, 1784.
- Proofs of a Conspiracy against all the Religions and Governments of Europe, carried on in the Secret Meetings of Free-Masons, Illuminati and Reading Societies, etc., collected from good authorities, Edinburgh, 1797.
- Outlines of a course of lectures on mechanical philosophy, Edinburgh, J. Brown, 1803.
- Elements of mechanical philosophy : being the substance of a course of lectures on that science, vol 1, Edinburgh, Archibald Constable, 1804.
- The articles "steam" and "steam-engines" written for the Encyclopedia Britannica, edited by David Brewster with notes and additions by James Watt and a letter on some properties, Edinburgh and London, James Ballantyne & Co. 1818.
- A system of mechanical philosophy, Edinburgh, J. Murray, 1822.

### Proofs of Conspiracy, rééditions et documents connexes
- Preuves de conspirations contre toutes les religions et tous les gouvernements de l'Europe, ourdies dans les assemblées secrètes des Illuminés, des Francs-Maçons et des sociétés de lecture, recueillies de bons auteurs. Traduit de l'anglais d'après la troisième édition. 1798. Livre numérique gratuit (fr) :  "Preuves de conspirations… ", sur google.fr/books.
- Proofs of a Conspiracy against all the Religions and Governments of Europe, carried on in the Secret Meetings of Free-Masons, Illuminati and Reading Societies, etc., collected from good authorities, Edinburgh, 1797 ; 2nd ed. London, T. Cadell & W. Davies, 1797 with a Postsript ; 3rd ed. with Postscript, Philadelphia, T. Dobson & W. Cobbet, 1798 ; New York, 1798 ; Dublin 1798 ; Proofs of a Conspiracy, Western Islands, 1900 ; The Illuminati, taken from "Proofs of a world conspiracy", Elizabeth Knauss [1930] ; Proof's [sic!] of a conspiracy, Ram Reprints, 1964 ; Proofs of a conspiracy, Boston, Western Islands, "The Americanist classics", [1967] ; Proofs of a conspiracy, Islands Press, 1978 ; C P a Book Pub, 2002  (ISBN 0-944379-69-9) ; Kessinger Publishing, 2003  (ISBN 0-7661-8124-3). Proofs of a Conspiracy against all the Religions and Governments of Europe, carried on in the Secret Meetings of Free-Masons, Illuminati and Reading Societies, etc., collected from good authorities sur Google Livres
  - Ueber geheime Gesellschaften und deren Gefährlichkeit für Staat und Religion..., translated in german, Königslutter, 1800.
- [Anti-Jacobin], New Lights on Jacobinism, abstracted from Professor Robison’s History of Free Masonry, with an appendix containing an account of Voltaire’s behaviour on his death-bed, and a letter from J. H. Stone to Dr. Priestley, disclosing the principles of Jacobinism. By the author of Jacobinism displayed, Birmingham, E. Piercy, Birmingham, 1798.
- [Cornelius] (pseudonym), Extracts from Professor Robison’s "Proofs of a Conspiracy" & c., with brief reflections on the charges he has exhibited, the evidence he has produced and the merit of his performance, Boston, Manning & Loring, Boston, 1799.
- Seth Payson, Proofs of the real existence, and dangerous tendency, of Illuminism, containing an abstract of what Dr. Robinson and the Abbé Barruel have published on this subject ; with collateral proofs and general observations, Charlestown, 1802 ; Invisible College Press, LLC, 2003  (ISBN 1-931468-14-1)
- [A Master Mason], Free Masonry. Its pretensions exposed in faithful extracts of its standard authors, with a review of [Salem] Town’s Speculative Masonry : its liability to pervert the doctrines of revealed religion discovered, its dangerous tendency exhibited in extracts from the Abbé Barruel and Professor Robison, and further illustrated in its base service to the Illuminati, New York, 1828.